# أوزوالد أوبرهوبر
أوزوالد أوبرهوبر (بالألمانية: Oswald Oberhuber)‏ (1931 - 2020)، هو رسام، نحات وفنان نمساوي. توفي يوم 17 يناير 2020 بمدينة فيينا.

## الجوائز
- 1978 جائزة مدينة فيينا للفنون الجميلة
- 1990 جائزة الدولة التيرولية للفنون
- 1990 (؟) جائزة الدولة النمساوية
- 2004 صليب الشرف النمساوي للعلوم والفنون ، الصف الأول
- 2016 الميدالية النمساوية للعلوم والفن